# Psyttalia novaguineensis
Psyttalia novaguineensis är en stekelart som först beskrevs av Szepligeti 1900.  Psyttalia novaguineensis ingår i släktet Psyttalia och familjen bracksteklar. Inga underarter finns listade i Catalogue of Life.